# ایوان پاتسیوکین
ایوان پاتسیوکین (به رومانیایی: Ivan Patzaichin) ورزشکار مرد رشتهٔ کانو اهل رومانی بود. وی در بین سال‌های ‎۱۹۶۸ تا ۱۹۸۴ میلادی در مسابقات بازی‌های المپیک تابستانی شرکت کرد. او در مجموع ۷ مدال، شامل ۴ مدال طلا و ۳ نقره را کسب کرد.